# Ovtočići
Ovtočići (cyr. Овточићи) – wieś w Czarnogórze, w gminie Bar. W 2011 roku liczyła 57 mieszkańców.